# Geotrygon
Genre
Geotrygon est un genre d'oiseaux de la famille des Columbidae.
Toutes les espèces de ce genre se trouvent en Amérique centrale, Caraïbes et Amérique du Sud. 

## Liste d'espèces
Selon la classification de référence du Congrès ornithologique international (version 15.1, 2025) :
- Geotrygon purpurata – Colombe violacée
- Geotrygon saphirina – Colombe saphir
- Geotrygon versicolor – Colombe versicolore
- Geotrygon montana – Colombe rouviolette
- Geotrygon violacea – Colombe à nuque violette
- Geotrygon caniceps – Colombe de Gundlach
- Geotrygon leucometopia – Colombe d'Hispaniola
- Geotrygon chrysia – Colombe à joues blanches
- Geotrygon mystacea – Colombe à croissants